# Rugby a 15 ai Giochi Interalleati
Il torneo di rugby a 15 ai Giochi Interalleati (in francese Jeux interalliés de rugby à XV) ebbe luogo allo Stade du Matin di Colombes tra il 23 e il 29 giugno 1919 nel quadro dei Giochi Interalleati, manifestazione organizzata a Parigi congiuntamente da YMCA e il comitato dei Paesi alleati della prima guerra mondiale.
Si tenne tra le squadre composte da elementi delle forze armate di Francia, Romania e Stati Uniti; il torneo fu vinto dalla Francia cui, circa due mesi prima, era stato garantito un incontro con le forze armate neozelandesi, vincitrici dell'Inter-Services and Dominions Rugby Championship, analogo torneo tenutosi in Gran Bretagna in primavera tra i reparti militari dell'impero britannico e a seguito del quale né il Regno Unito, né i Paesi dell'impero e gli ex dominion inviarono rappresentative ai Giochi Interalleati.
Nell'incontro d'apertura la Francia batté l'esordiente Romania, che si affacciava sulla scena internazionale in quell'occasione, con il punteggio di 50-5 (12 mete a una); la stessa Romania, nella seconda giornata, fu sconfitta dagli Stati Uniti, anche se non in maniera altrettanto pesante: il passivo fu di 0-23 (cinque mete americane, di cui quattro trasformate)).
Decisivo fu, quindi, l'incontro finale tra Stati Uniti e Francia, che fin dal fischio d'inizio si rivelò essere un match spigoloso e molto duro al limite della rissa; la Francia ne venne a capo grazie al suo potenziale tecnico superiore e all'abilità del tolosano Struxiano, autore di tutti gli 8 punti (una meta, la trasformazione e un piazzato) con cui la squadra si aggiudicò il torneo.
La Fédération Française de Rugby, appena nata da poco più di un mese, non si espresse mai ufficialmente sul riconoscimento della presenza internazionale dei propri giocatori a tale torneo.

## Squadre partecipanti
- Francia
- Romania
- Stati Uniti

## Risultati
| Arbitro: | Charles Gondouin |

|                                                                                           |    |           |
| Cayrefourcq (2) Elichondo Nicolaï Thierry (2) Bordes (2) Gallay Cassayet Struxiano Crabos | mt | Mihalescu |
| Struxiano (7)                                                                             | tr | Iconomu   |

| Arbitro: | Charles Gondouin |

|                  |    |  |
| 5 mete           | mt |  |
| 4 trasformazioni | tr |  |

| Arbitro: | Charles Gondouin |

|           |      |        |
| Struxiano | mt   | 1 meta |
| Struxiano | tr   |        |
| Struxiano | c.p. |        |

## Classifica

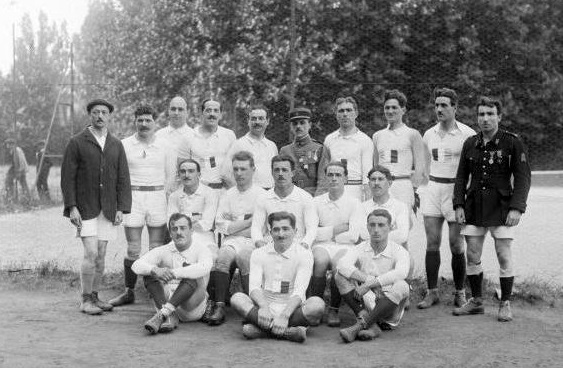
La vittoriosa squadra francese

| Pos | Squadra     | G | V | N | P | PF | PS | DP  | Pt |
| --- | ----------- | - | - | - | - | -- | -- | --- | -- |
| 1   | Francia     | 2 | 2 | 0 | 0 | 58 | 10 | +48 | 4  |
| 2   | Stati Uniti | 2 | 1 | 0 | 1 | 28 | 8  | +20 | 2  |
| 3   | Romania     | 0 | 0 | 0 | 0 | 5  | 73 | −68 | 0  |